# 斯旺西大剧院
斯旺西大剧院（Swansea Grand Theatre）是威尔士斯旺西市中心的一个表演艺术场地。斯旺西大剧院是英国唯一的俄罗斯芭蕾舞团斯旺西俄罗斯芭蕾舞团的基地。

## 历史
该剧院于1897年开幕，由纽卡斯尔的建筑师威廉·霍普设计。1968年，斯旺西大剧院曾濒临关闭，由于经理和艺术总监约翰·切尔弗斯领导的运动而获救。 1969年市议会租赁该建筑物，并于1979年直接购买。1983年至1987年间剧院翻修。

## 设施
斯旺西大剧院有1,014个座位的大厅和各种小厅。

## 俄罗斯芭蕾舞团
自1999年9月以来，俄罗斯芭蕾舞团，前身为斯旺西的巴甫洛夫芭蕾舞团，总部位于斯旺西大剧院。该公司从布里斯托尔开始，是一群年轻的舞者，大多数在俄罗斯的莫斯科大剧院和马林斯基芭蕾舞团学习，能够进行《吉赛尔》、《胡桃夹子》、《葛佩利亚》、《关不住的女儿》和《天鹅湖》全长的表演。